# Кожокна
Кожокна (рум. Cojocna) — село у повіті Клуж в Румунії. Адміністративний центр комуни Кожокна.
Село розташоване на відстані 311 км на північний захід від Бухареста, 17 км на схід від Клуж-Напоки.

## Населення
За даними перепису населення 2002 року у селі проживали 2424 особи.
Національний склад населення села:
| Національність | Кількість осіб | Відсоток |
| -------------- | -------------- | -------- |
| румуни         | 835            | 34,4%    |
| угорці         | 815            | 33,6%    |
| цигани         | 774            | 31,9%    |

Рідною мовою назвали:
| Мова      | Кількість осіб | Відсоток |
| --------- | -------------- | -------- |
| румунська | 869            | 35,8%    |
| угорська  | 794            | 32,8%    |
| циганська | 758            | 31,3%    |